# اصلاح رنگ
تصحیح رنگ فرآیندی است که در نورپردازی صحنه، عکاسی، تلویزیون، سینماتوگرافی و سایر رشته‌ها استفاده می‌شود که از ژل‌های رنگی یا فیلترها برای تغییر رنگ کلی نور استفاده می‌کند. معمولاً رنگ روشن در مقیاسی به نام دمای رنگ و همچنین در امتداد محور سبز-سرخابی متعامد با محور دمای رنگ اندازه‌گیری می‌شود.
بدون ژل‌های تصحیح رنگ، یک صحنه ممکن است ترکیبی از رنگ‌های مختلف داشته باشد. استفاده از ژل‌های اصلاح‌کنندهٔ رنگ در مقابل منبع‌های نور می‌تواند رنگ منبع‌های مختلف نور را تغییر دهد. نورپردازی ترکیبی می‌تواند زیبایی نامطلوبی را هنگام نمایش در تلویزیون یا تئاتر ایجاد کند.
در مقابل، ژل‌ها همچنین ممکن است برای طبیعی‌تر جلوه دادن یک صحنه با شبیه‌سازی ترکیبی از دمای رنگ که به‌طور طبیعی رخ می‌دهند، استفاده شوند.